# Cryptopimpla errabunda
Cryptopimpla errabunda är en stekelart som först beskrevs av Johann Ludwig Christian Gravenhorst 1829.  Cryptopimpla errabunda ingår i släktet Cryptopimpla och familjen brokparasitsteklar. Arten är reproducerande i Sverige. Inga underarter finns listade i Catalogue of Life.